# Rhizocarpon intermediellum
Rhizocarpon intermediellum är en lavart som beskrevs av Räsänen. Rhizocarpon intermediellum ingår i släktet Rhizocarpon och familjen Rhizocarpaceae.  Arten är reproducerande i Sverige. Inga underarter finns listade i Catalogue of Life.